# Richmond Trophy
Il Richmond Trophy è stata una competizione internazionale di pattinaggio di figura femminile tenutasi dal 1949 al 1980 presso il Richmond Ice Rink di Twickenham a Londra.
Realizzato grazie all'attività dell'allenatore Arnold Gershwiler, il Trophy ha visto progressivamente ridursi il numero dei partecipanti a causa dei conflitti di programmazione con il crescente numero di competizioni internazionali fino a giungere alla sua ultima edizione nel novembre del 1980 con soli undici concorrenti.
Questa circostanza e la nascita di un ulteriore concorso patrocinato dalla National Skating Association (il St. Ivel International) determinarono la chiusura dell'evento riservato alle sole pattinatrici.

## Medagliere
| Anno | Oro               | Argento            | Bronzo            |
| 1949 |                   |                    |                   |
| 1950 |                   |                    |                   |
| 1951 |                   |                    |                   |
| 1952 | Yvonne Sugden     |                    |                   |
| 1953 |                   |                    |                   |
| 1954 |                   |                    |                   |
| 1955 | Yvonne Sugden     |                    |                   |
| 1956 |                   |                    |                   |
| 1957 |                   |                    |                   |
| 1958 |                   |                    |                   |
| 1959 |                   |                    |                   |
| 1960 |                   |                    |                   |
| 1961 | Nicole Hassler    | Barbara Conniff    | Heather Moir      |
| 1962 | Nicole Hassler    | Carol Noir         |                   |
| 1963 |                   |                    |                   |
| 1964 |                   |                    |                   |
| 1965 | Uschi Keszler     | Zsuzsa Almássy     | Beate Richter     |
| 1966 |                   |                    |                   |
| 1967 |                   |                    |                   |
| 1968 |                   |                    |                   |
| 1969 | Elisabeth Nestler | Patricia Dodd      | Rita Trapanese    |
| 1970 | Rita Trapanese    | Patricia Dodd      | Dawn Glab         |
| 1971 | Christine Errath  | Cathy Lee Irwin    | Kazumi Yamashita  |
| 1972 | Dorothy Hamill    | Karin Iten         | Jean Scott        |
| 1973 | Dianne de Leeuw   |                    |                   |
| 1974 | Marion Weber      | Isabel de Navarre  | Kath Malmberg     |
| 1975 | Lynn Nightingale  | Barbie Smith       | Linda Fratianne   |
| 1976 | Barbie Smith      | Susanna Driano     | Heather Kemkaran  |
| 1977 | Priscilla Hill    | Kristiina Wegelius | Denise Biellmann  |
| 1978 | Susanna Driano    | Carrie Rugh        | Karena Richardson |
| 1979 | Alicia Risberg    | Carola Weiszenberg | Simone Grigorescu |
| 1980 | Karen Wood        | Janina Worth       | Carola Paul       |